# The Night We Met
«The Night We Met» es una canción interpretada por la banda estadounidense Lord Huron, incluida en su segundo álbum de estudio, Strange Trails (2015). Su aparición en la serie de televisión estadounidense 13 Reasons Why (2017) catapultó su popularidad, llevándola a figurar en las listas de éxitos de varios países, como Australia, Canadá, Francia, Reino Unido y Estados Unidos. Además, obtuvo la certificación Platino por la Recording Industry Association of America, gracias a ventas combinadas y cifras de streaming que superaron el millón de unidades.

## Antecedentes
«The Night We Met» fue escrita y producida por Ben Schneider, y mezclada por Rick Parker. La canción fue grabada en Russian Recording, Estados Unidos, y Whispering Pines.

## Historia
La canción rápidamente alcanzó popularidad después de aparecer en 13 Reasons Why, y posteriormente fue certificada platino en los Estados Unidos. La canción ha sido reproducida más de mil millones de veces. «The Night We Met» se convirtió inmediatamente en la canción más conocida de la banda. Aparece en una escena del episodio 5 de 13 Reasons Why, donde los personajes principales, Clay Jensen y Hannah Baker, bailan juntos. Después de aparecer en el programa, la canción consiguió un contrato discográfico con Republic Records.
Marissa Matozzo de Paste calificó la canción como "uno de los temas más renombrados de la banda". «The Night We Met» apareció en la tercera posición de una lista de "Canciones Relajantes Con Las Que Puedes Cantar" compilada por Entertainment.ie. Erin Vierra de Mxdwn escribió: «The Night We Met» es el tipo de canción que a uno le gusta retener tarde en la noche, el tipo de canción que llena al oyente de una meditación pacífica. The Musical Hype escribió: "Esta es una canción sensacional, aparte del zumbido que ha recibido en el mainstream. Las letras son poéticas, mientras que el sonido y la vibra del disco son misteriosos". Under the Radar describió la canción como un "vals desgarrador".
«The Night We Met» alcanzó el número 5 en la lista US Hot Rock Songs (Billboard) y el número 7 en la lista US Adult Alternative Songs (Billboard). En 2019, Lord Huron fue acompañado por Phoebe Bridgers para interpretar la canción en el Hollywood Bowl.
La canción fue certificada dos veces platino con 2 millones de unidades vendidas, y fue certificada oro en Francia (con 100,000 unidades vendidas) y en el Reino Unido (con 400,000 unidades vendidas).

## Video musical
El video musical se subió al canal de YouTube de Lord Huron el 15 de mayo de 2017, y ha acumulado más de 247 millones de vistas hasta marzo de 2024.

## Posicionamiento
| Listas (2017–2018)                          | Mejor posición |
| ------------------------------------------- | -------------- |
| Australia (ARIA)                            | 78             |
| Bélgica (Flandes) (Ultratop 50)             | 44             |
| Bélgica (Valonia) (Ultratip Bubbling Under) | 14             |
| Canadá (Canadian Hot 100)                   | 58             |
| Francia (SNEP)                              | 90             |
| Escocia (Scottish Singles Sales Chart)      | 60             |
| Suecia (Sverigetopplistan)                  | 83             |
| Suiza (Schweizer Hitparade)                 | 74             |
| Estados Unidos (Billboard Hot 100)          | 84             |
| Estados Unidos (Alternative Airplay)        | 23             |

## Certificaciones
| País           | Organismo certificador | Certificación | Ventas certificadas | Ref.             |
| -------------- | ---------------------- | ------------- | ------------------- | ---------------- |
| Bélgica        | BEA                    | Oro           | 20 000              | [ 19 ]           |
| Dinamarca      | IFPI Dinamarca         | Platino       | 90 000              | [ 20 ]           |
| Francia        | SNEP                   | Oro           | 100 000             | [ 21 ]           |
| Alemania       | BVMI                   | Platino       | 400 000             | [ 22 ]           |
| Italia         | FIMI                   | Platino       | 50 000              | [ 23 ]           |
| Nueva Zelanda  | RMNZ                   | 4× Platino    | 120 000             | [ 24 ]           |
| Portugal       | AFP                    | 3× Platino    | 60 000              | [cita requerida] |
| Reino Unido    | BPI                    | 2× Platino    | 1 200 000           | [ 25 ]           |
| Estados Unidos | RIAA                   | 3× Platino    | 3 000               | [ 26 ]           |
| Grecia         | IFPI Grecia            | 2× Platino    | 4 000               | [ 27 ]           |